# Реваз Гоцирідзе
Реваз Гоцирідзе (груз. რევაზ გოცირიძე, нар. 17 січня 1981, Тбілісі, Грузинська РСР) — грузинський футболіст, нападник. Зіграв 3 матчі в складі національної збірної Грузії.

## Клубна кар'єра
На дорослому рівні розпочав виступати в 17-річному віці в складі дубля тбіліського «Динамо». У 1999 році дебютував у вищій лізі Грузії в складі «ВІТ-Джорджії», в тому ж сезоні став бронзовим призером чемпіонату. Змінивши декілька команд у Грузії, футболіст у сезоні 2002/03 років перейшов у німецький «Вальдгоф», але не зміг пробитися в основний склад.
У квітні 2003 року перейшов в український «Кривбас». Дебютував у чемпіонаті України 6 квітня 2003 року в грі проти «Оболоні», вийшовши на заміну в перерві замість Володимира Мусолітіна. Усього у вищій лізі зіграв 4 матчі і після закінчення сезону покинув команду.
У сезоні 2003/04 років виступав у Грузії за «ВІТ-Джорджію». За підсумками сезону став чемпіоном країни, в «золотому матчі» 30 травня 2004 року проти «Сіоні» (2:0) став автором першого гола. Разом з Суліко Давіташвілі розділив звання найкращого бомбардира сезону, забивши 20 м'ячів.
У 2004-2006 роках виступав у першому дивізіоні Росії за «КАМАЗ», за три неповних сезони зіграв 40 матчів і забив 2 м'ячі. Повернувшись до Грузії, став у сезоні 2006/07 років чемпіоном країни у складі «Олімпі», потім виступав за ряд інших клубів вищого дивізіону. У сезоні 2009/10 років виступав в Ізраїлі за клуб вищого дивізіону «Хапоель» (Петах-Тіква) і в першому дивізіоні за «Ахва Арабе». Завершив спортивну кар'єру в 2014 році у віці 33 років, виступаючи в першому дивізіоні за «Сабуртало».
Всього у вищій лізі Грузії зіграв понад 260 матчів і забив 85 м'ячів.

## Кар'єра в збірній
Дебютував у національній збірній Грузії 12 жовтня 2005 року о відбірковому матчі чемпіонату світу проти Греції. Наступного року взяв участь ще в двох товариських матчах, проти Молдови і Мальти. Всього на рахунку гравця три матчі за збірну, голів не забивав.

## Досягнення
- Ліга Еровнулі
  -  Чемпіон (2): 2003/04, 2006/07

- Найкращий бомбардир чемпіонату Грузії: 2003/04 (20 голів)